# Microkayla iani
Microkayla iani is een kikker uit de familie Craugastoridae. De soort komt voor in Bolivia.